# President de Canàries
Llista de presidents de la Comunitat Autònoma de Canàries
| No. | Nom                                       | Inici | Fi   | Partit |
| --- | ----------------------------------------- | ----- | ---- | ------ |
| 1.  | Jerónimo Saavedra Acevedo (Primer mandat) | 1983  | 1987 | PSOE   |
| 2.  | Fernando Fernández Martín                 | 1987  | 1989 | CDS    |
| 3.  | Lorenzo Olarte Cullén                     | 1989  | 1991 | CDS    |
| 4.  | Jerónimo Saavedra Acevedo (Segon mandat)  | 1991  | 1993 | PSOE   |
| 5.  | Manuel Hermoso Rojas                      | 1993  | 1999 | CC     |
| 6.  | Román Rodríguez Rodríguez                 | 1999  | 2003 | CC     |
| 7.  | Adán Martín Menis                         | 2003  | 2007 | CC     |
| 8.  | Paulino Rivero Baute                      | 2007  | 2015 | CC     |
| 9.  | Fernando Clavijo Batlle (Primer mandat)   | 2015  | 2019 | CC     |
| 10. | Ángel Víctor Torres                       | 2019  | 2023 | PSOE   |
| 11. | Fernando Clavijo Batlle (Segon mandat)    | 2023  |      | CC     |